# En vintersaga
För andra betydelser, se En vintersaga (olika betydelser).

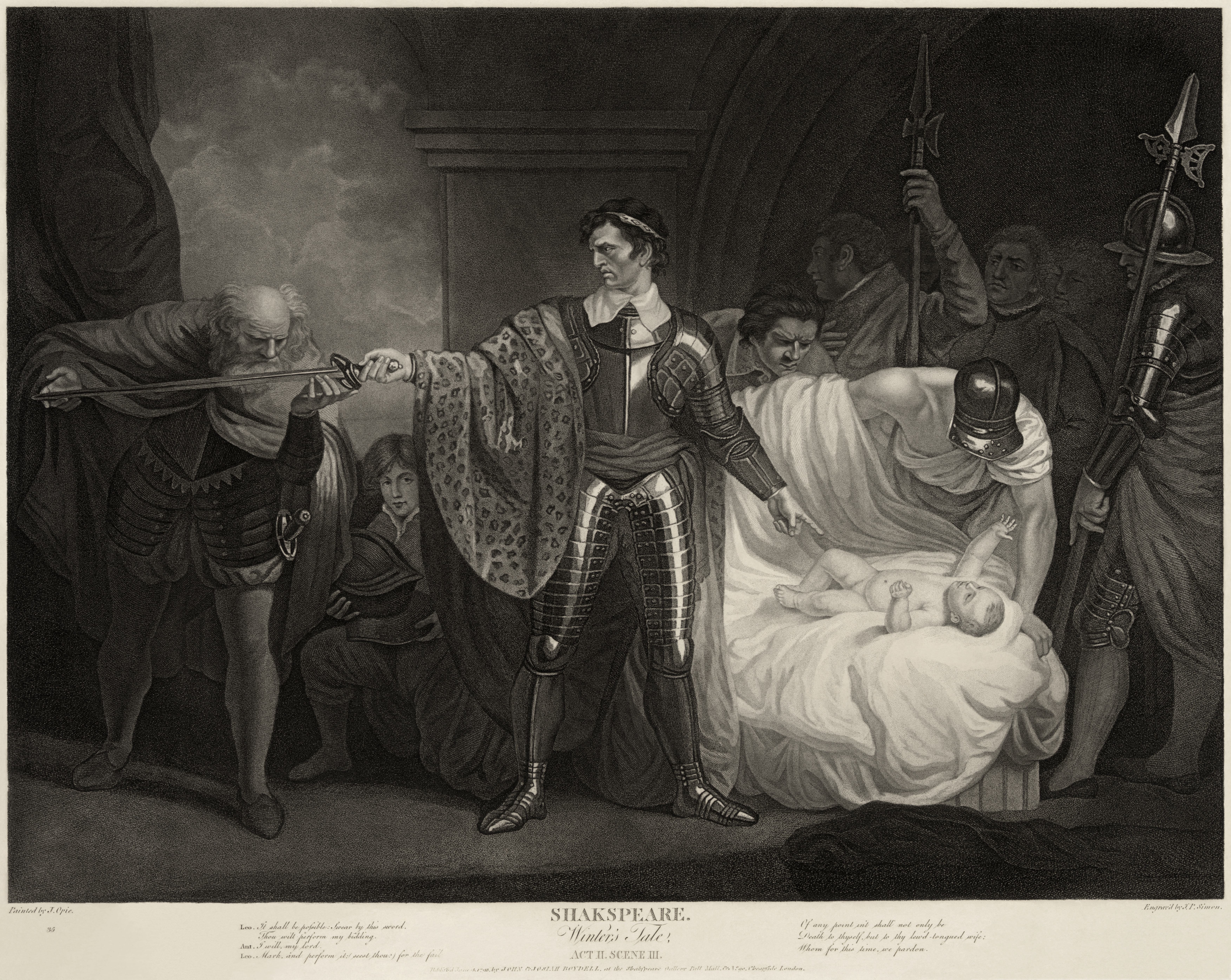
Antigonus, Leontes och unga Perdita.

En vintersaga (originaltitel The Winter's Tale) är en komedi av William Shakespeare. En vintersaga brukar tillsammans med Cymbeline, Pericles och Stormen räknas till sagospelen (romances). Cymbeline och Pericles är de försonande sluten till trots klassade som tragedier, medan En vintersaga och Stormen hör till komedierna. Alla fyra är till sin karaktär tragikomiska.

## Tillkomsthistoria

### Datering
Pjäsen är inte lätt att datera. Simon Forman rapporterar att han sett En vintersaga på the Globe Theatre i maj 1611, men pjäsen tros ha tillkommit långt tidigare. Satyrernas dans i fjärde aktens fjärde scen påminner starkt om Ben Jonsons Masque of Oberon som framfördes vid hovet 1 januari 1611, men det går inte att avgöra vilken av pjäserna som kom först. De plågor som sägs vänta clownen i fjärde aktens fjärde scen är en återspegling av Giovanni Boccaccios Decamerone som var en av Shakespeares källor till Cymbeline från omkring 1611. Reminiscenser från Plutarkos placerar pjäsen i närheten av Antonius och Cleopatra från omkring 1606 och Coriolanus från omkring 1607 till 1609. Stilprov daterar pjäsen närmare Pericles från omkring 1607. Sammantaget anses detta placera pjäsen till strax före Cymbeline 1609 eller 1610.

### Pjäsens källor
En vintersaga är en dramatisering av Robert Greenes berättelse Pandosto från 1588. I Pandosto blir titelpersonen svartsjuk eftersom hans hustru ofta besöker vännen Egistus sängkammare. Någon sådan ursäkt finns inte hos Shakespeare. Hermiones uppbrutna monolog i tredje aktens andra scen är nästan ordagrant hämtad från Pandosto.
I pjäsen har Böhmen kust, vilket var ett stående skämt på Shakespeares tid. Förhållandet finns även i andra verk, däribland Emmanuel Fordes Famous and Pleasant History of Parismus, the valiant and renowned Prince of Bohemia från 1597. Fordes fortsättning Parismenos 1599 börjar med att hjältinnan blir angripen av en björn precis som Antigonus i En Vintersaga.
Inspirationen till Hermiones återuppståndelse och den levande statyn kan ha hämtats från berättelsen om Pygmalion och Galatea i Ovidius Metamorfoser eller från George Petties Palace of Pleasure, den spanska romanen Amadis de Gaula från 1300-talet eller den mer samtida berättelsen The Tryall of Chevalry (1605).
Polixenes försvar för konsten  i fjärde aktens fjärde scen tycks inspirerad av George Puttenhams Art of English Poesy från 1589. I femte aktens andra scen nämns den italienske mästaren Giulio Romano, kunskapen om denne kan vara hämtad från Giorgio Vasaris Vite de' piu eccelenti pittori, scultori e architettori från 1550, som Shakespeare tycks ha haft kännedom om i första eller andra hand. Den tjuvaktige skälmen Autolycus omöjliga sånger är en parodisering av det tvivelaktiga rykte som vidhäftade de kringvandrande sångare och kolportörer av tryckta ballader som var vanliga under Shakespeares tid.

### Tryckningar och text
Första gången pjäsen publicerades var 1623 i First Folio, den första samlingen av nästan alla Shakespeares pjäser (37 av dem, två saknas) som sammanställdes av Shakespeares skådespelarkollegor John Heminges och Henry Condell och publicerades av Edward Blount och Isaac Jaggard. Pedantiska egenheter i manus gör att förlagan tillskrivits den professionelle skrivaren Ralph Crane.

## Handling
Polixenes, kung av Böhmen, hälsar på sin vän Leontes, kung av Sicilien. Polixenes tänker återvända hem, men Leontes vill att han skall stanna längre. Leontes sänder sin havande hustru, Hermione för att övertyga Polixenes. Leontes blir misstänksam när Hermione lyckas så lätt och tror att hon varit otrogen och det blivande barnet en oäkting. Leontes skickar ädlingen Camillo för att förgifta Polixenes, men istället varnar han honom och Polixenes återvänder till Böhmen. Detta gör Leontes rasande och han spärrar in Hermione i fängelse, där hon föder en dotter. Leontes vänder sig till oraklet i Delfi för att få Hermiones skuld bekräftad. Oraklets besked är dock att hon är oskyldig, vilket Leontes trotsar. Ädlingen Antigonus gömmer dottern hos en herde i Böhmen innan han själv blir förtärd av en björn. Antigonus hustru Paulina, som är en trogen vän till Hermione, gömmer även henne och föreger att hon är död. När också sonen Mamillus dör ångrar sig Leontes och tror att det är Apollons straff. Han bestämmer sig för att tillbringa resten av sitt liv sörjande.
Herden ger dottern namnet Perdita. 16 år förflyter. Polixenes son, prins Florizel, träffar Perdita och blir kär i henne. Nu är det Polixenes som blir rasande och hotar herden och Perdita med tortyr. Florizel och Perdita flyr till Sicilien där Florizel utger sig för att vara på diplomatiskt uppdrag. När fadern Polixenes också anländer till Sicilien blir sonen avslöjad. Sällskapet beger sig till fest hos Paulina, där en staty av Hermione skall avtäckas. Inför Leontes häpna och överlyckliga ögon blir statyn levande och Florizel och Perdita förlovar sig.

## Analys

### Teman och motiv
I En vintersaga återvänder Shakespeare till flera nyckelmotiv från sin tidigare produktion: svartsjuka som i Othello; broderlig rivalitet som mellan Claudius och Hamlets far; återförening av splittrade familjer; en sanningssägande argsint kvinna som i Så tuktas en argbigga och framförallt orättvisa anklagelser mot oskyldiga kvinnor som i problemkomedin Mycket väsen för ingenting.
En vintersaga handlar om oresonlig svartsjuka, om ånger och bot och om ung kärlek som är hotad men når sitt mål. Uttrycken för ung kärlek står inte Romeo och Julia efter. I pjäsen kan urskiljas en rad mytiska och filosofiska tankemönster, som föreställningar om död och återuppståndelse liksom det så kallade återlösningsmysteriet (om att förlösas från synd och uppnå frälsning). Handlingen rör sig från missriktat hat till förlåtelse genom kärlekens kraft, allt landar slutligen i en förvissning om försoningens och förlåtelsens kraft, Men slutscenen återkopplar till den lille sonen Mamillus död många år tidigare och man blir påmind om att han var tvungen att dö för att Leontes skulle drabbas av ånger.
Pjäsen presenterar en orubblig bild av konsekvenserna av absolut kungamakt i en tid då kung Jakob I utmanade parlamentet kring makt och status. Till en början kan Leontes oresonliga och irrationella svartsjuka verka som en personlig angelägenhet, men allt eftersom pjäsen framskrider kommer han till den punkt när han öppet trotsar lagen och istället vänder sig till oraklet i Delfi. Det blir uppenbart att när regenten är förövaren och styrs av dårskap och fåfänga, så får det konsekvenser för hela riket.
Autolycus är ett oroväckande inslag i den pastorala idyllen. Han hotar lantborna med fasaväckande straff. Även det lantliga livet är drabbat av bedrägeri och skräck.

### Stildrag
Ögonvittnet Simon Forman beskrev 1611 de hastiga skiftena i intrigen, hur oförnuftet regerar och hur försynen ingriper i handlingen. Pjäsen har en konstfull struktur och anses ha ett närmast oförskämt skickligt sammansatt berättande och karaktärsteckning. Pjäsen har en kalkylerad mix av genrer och bygger på en rörelse från tragedin i akterna ett till tre, över den pastorala komedin i fjärde akten (med utgångspunkt i den odödliga scenanvisningen "Exit, pursued by a bear" (III:3; "Han springer ut, förföljd av en björn", i Britt G. Hallqvists och Claes Schaars översättning), som är både katastrofartad och farsartad) och slutligen den experimentellt sköra tragikomedin i femte akten, vars sista scen är på samma gång fullständigt osannolik och oemotståndligt rörande. Brottet mellan tragedi och komedi markeras av ett radikalt brott mot tidens enhet, sexton år förflyter annonserat av Tiden själv i egenskap av kör.
Man vet inte hur den samtida publiken på the Globe eller på the Blackfriar's Theatre reagerade på björnen - om scenen var komisk, skrämmande eller kanske bara konstig eller allt på en gång. Shakespeares teater The Globe var granne med en arena för björnhetsning och offentliga avrättningar var ett folknöje, därför kan man inte förutsätta att publiken under Shakespeares samtid reagerade likadant som dagens publik gör. Strax efteråt hittar herden byltet med spädbarnet som Antigonus (han som förföljts av björnen) just lagt ner. Bondpojken kommer in med andan i halsen:
| ”                                                                                 | Jag har sett två fantastiska syner, på havet och på land! Fast jag kan inte kalla det hav, för nu är det himmel alltihop. Man kan inte sticka en knappnål mellan hav och himmel. | „ |
| – Bondpojken, akt III scen 3, Britt G. Hallqvists och Claes Schaars översättning. | |   |

Vad han beskriver är egentligen banalt, samtidigt är utsagan i sitt sammanhang emblematisk eftersom den beskriver hur två oförenliga företeelser kommer samman. Man kan se det som en utsaga om tragikomedins natur, en kollision mellan komedi och tragedi. Vad han i själva verket sett är två synkrona katastrofer, ett förlist skepp och hur en björn äter upp en man:
| ”                                                                                 | ...och som de arma satarna vrålade och havet for illa fram med dem, och som den stackars herrn vrålade och björnen for illa fram med honom! De vrålade ännu högre än havet och storkmen. | „ |
| – Bondpojken, akt III scen 3, Britt G. Hallqvists och Claes Schaars översättning. | |   |

Tonen är svår att sätta fingret på, på en gång både oskyldig och hjärtlös. Det blir ännu svårare att ta ställning när pojken svarar på när allt detta ägde rum:
| ”                                                                                 | Alldeles nyss. Jag har knappt hunnit blinka sedan jag såg det. Liken har ännu inte hunnit kallna i vattnet och björnen har bara hunnit äta halva sin herrmiddag. Han är i full gång. | „ |
| – Bondpojken, akt III scen 3, Britt G. Hallqvists och Claes Schaars översättning. | |   |

Visionen att björnen håller på i detta nu, liksom vokabulären att den dinerar på gentlemannen är på en gång skrämmande, grotesk och tokrolig. Publiken hålls på sträckbänken tills herden påminner om att födelse (knytet med spädbarnet) möter död. Detta är ett ögonblick av uppenbarelse, representerande tragikomedins rörelse från död till liv. Herdens påminnelse om spädbarnet får pjäsen att svänga från det burleska till det tragikomiska.
Medan Hermione och Perdita återvänder är man hela tiden medveten om att Mamillus och Antigonus är oåterkalleligen döda. Det är som om Shakespeare utmanar hur långt han vågar gå i tragik och ändå kamma hem komiska poänger. Den oåterkalleliga döden manifesterar det råaste sammanträffandet hos verkligheten. Pjäsen tycks säga att även detta kan övervinnas. Detta är det ultimata äktenskapet mellan realism och sagospel och det ultimata testet på hur långt teatern kan gå i att omforma publikens världsbild.
Hermiones återuppståndelse kan ses i ljuset av de medeltida mysteriespelen där Jesus återuppståndelse inte bara gestaltades som något sakralt utan som ett historiskt faktum.
Pjäsen har en i högsta grad medveten rörelse från vinter mot sommar och från tragedi till komedi. Titeln är tillsammans med inslag som det stående skämtet om Böhmens kust, ynglingen Mamillius avbrutna rysarhistoria för vinterbruk och Autolycus omöjliga ballader medvetna åtbörder som förstärker pjäsens sagokaraktär. Pjäsen innehåller flera avsteg från det rimliga, alltifrån det 16 år långa hemlighållandet av Hermiones existens till skildringen av Leontes häftigt uppflammade men grundlösa svartsjuka.
Pjäsen är full av anakronismer. I pjäsen återges lantliga engelska seder och bruk och den är kryddad med slängar mot samtidens puritaner. Samtidigt som Apollon åkallas och oraklet i Delfi rådfrågas så talar man om hur Judas Iskariot förrådde Kristus lika väl som om den italienske renässansskulptören Giulio Romano. Trots att pjäsen är sammansatt av många motsägelser så är intrigen mer sammanhållen än i Cymbeline.
Språket i pjäsen är ofta dunkelt och komplicerat, inte bara som uttryck för Leontes vansinne. Detta stärker känslan av att livet är ett mysterium som bara kan förstås med hjälp av konsten.

#### Versexempel
I Hermiones svar på de orimliga anklagelserna visar Shakespeare hur han mitt i sagokontexten kan teckna en naturalistisk mänsklig situation:
| ”                                                                             | Farväl, min herre. jag ville aldrig se dig sorgsen, men nu blir det så. | „ |
| – Hermione, akt II scen 1, Britt G. Hallqvists och Claes Schaar översättning. |                                                                         |   |

I de senare pjäserna, dit En vintersaga hör, är versen mycket snirkligare. Meningarna sträcker sig ofta över flera rader. Grammatiken och versraderna motsäger varandra. I det följande exemplet talar kung Leontes till sonen Mamillus samtidigt som han är vansinning av svartsjuka:
| ”                        | Gone already! Inch-thick, knee deep, o'er head and ears a forked one! Go play, boy, play: thy mother plays, and I Play too - but so disgraced apart, whose issue Will hiss me to my grave: | „ |
| – Leontes, act I scene 2 | |   |

Det finns en cesur efter kolonet på tredje raden. Om skådespelaren gör paus både där och vid radslutet och sedan betonar "Play", så blir det en del av rolltolkningen som säger något om Leontes karaktär. Den brittiska regissören John Barton hos Royal Shakespeare Company menar att detta sätt att skriva blankvers är naturalistiskt och liknar vanligt tal, där man inte gör paus enligt grammatikens regler. Britt G. Hallqvists och Claes Schaars svenska översättning innehåller varken cesuren eller radbytet mitt i satsen:
| ”                                                                           | Försvunna redan! Nu är jag skamligt fast, rejält behornad. Gå lek min pys! Din moder leker också, och jag, min lek är ynklig, och till sist visslas jag ut till graven | „ |
| – Leontes, akt I scen 2, Britt G. Hallqvist och Claes Schaars översättning. | |   |

Om skådespelaren inte gör paus vid radsluten som vanligt i blankvers, så tappar åskådaren kontakten med versen. När fraserna är hårt uppstyckade, blir versen omöjlig att höra oavsett hur regelbunden den är.
| ”               | LEONTES: Proceed; No foot shall stir. PAULINA: Music! awake her! strike! 'Tis time; descend; be stone no more; approach; | „ |
| – act V scene 3 | |   |

I replikskiftet är Britt G. Hallqvists och Claes Schaars vers lika regelbunden.
| ”                                                                 | LEONTES: Nej, fotsätt! Ingen ska röra sig. PAULINA: Musik, väck upp henne! Stunden är inne. Bryt försteningen, | „ |
| – akt V scen 3, Britt G. Hallqvists & Claes Schaars översättning. | |   |

I sina sena pjäser lät Shakespeare versen allt oftare löpa mellan replikerna, så att en replik slutade mitt i en versrad och den följande repliken också började mitt i. Rätt använt kan detta förstärka ensemblespelet.
| ”               | PAULINA: ...but then you'll think (Wich I protest against) I am assisted By wicked powers. LEONTES: What you can make her do, I am content to look on; what to speak, I am content to hear; for 'tis as easy To make her speak as move. PAULINA: It is requir'd You do awake your faith. | „ |
| – act V scene 3 | |   |

| ”                                                                   | PAULINA: Då tror ni att jag får hjälp av onda andemakter, men det är inte sant. LEONTES:Vad du kan få henne att göra, det vill jag gärna se, och vad hon säger, det hör jag gärna. Kan hon röra sig, kan hon väl också tala? PAULINA:Nu krävs det tro. | „ |
| – akt V scen 3, Britt G. Hallqvists och Claes Schaars översättning. | |   |

I nästa exempel löper meningarna tvärs över versraderna så att de grammatiska pauserna hamnar på andra ställen än på radsluten. Versen behåller sin balans genom att betoningarna hamnar på vissa nyckelord, här markerade med kursiv stil. Men versen är mer intrikat än så. På första raden upprepas tre par enstaviga ord (negationer och substantiv) vilket följs av ett par av upprepningar (weakness - weakness). Här störs Leontes av sin dåliga nattsömn och tror att den skall bli bättre om han bränner sin hustru på bål.
| ”                         | Nor night nor day, no rest: it is but weakness To bear the matter thus, mere weakness, if The cause were not in being: part o'th' cause, She, th'Adultress; for the harlot-King Is quite beyond mine Arm, out of the blank And level of my brain, plot-proof; but she, I can hook to me: say that she were gone, Given to the fire, a moiety of my rest Might come to me again. | „ |
| – Leontes, act II scene 3 | |   |

Britt G. Hallqvist och Claes Schaar låter meningarna löpa på tvärs mot versen endast delvis, bara en upprepning finns där och det är endast delvis möjligt att betona nyckelorden på samma sätt som i originalet.
| ”                                                                            | En ständig oro både dag och natt! Men det är svaghet, enbart svaghet att ta det så. Om bara inte skälet alltjämt fanns kvar här, halva skälet: äktenskapsbryterskan! Men han, kung Horbock, är utom skotthåll för min hämndeakt. Hon är dock i min hand! Om hon försvinner och bränns på bål, då får jag kanske halva min sinnesfrid tillbaka. | „ |
| – Leontes, akt II scen 3, Britt G Hallqvists och Claes Schaars översättning. | |   |

### Kritik
Dramatikern Ben Jonson förlöjligade 1619 att Shakespeare försåg Böhmen med kust, trots att Böhmens kust var ett stående skämt vid denna tid. Poeten John Dryden underkände 1672 pjäsen tillsammans med Lika för lika och Kärt besvär förgäves som "uppbyggd av omöjligheter, eller åtminstone så torftigt skriven att komedin inte vållar någon munterhet lika lite som de allvarliga partierna förmår beröra". Under 1700- och 1800-talen provocerades man av pjäsens orimligheter, sammanfattat i den skotska poeten Charlotte Lennox (1730-1804) kommentar "ett lågt /---/ påhitt". Men pjäsen hade även sina beundrare som Victor Hugo och den engelske poeten Thomas Campbell.
Under 1900-talet omvärderades pjäsen som en följd av modernismens intresse för avancerat språk och ritualer. Bland de sena sagospelen har En vintersaga rönt större uppskattning än Cymbeline utan att kunna konkurrera med Stormen. För samtida kritik har pjäsen tjänat som exempel på Shakespeares fria förhållande till genre, hans tankar om konst och förkonstling, hans skildringar av äktenskap och familj liksom hans förståelse för och manipulation av underverk.
Samuel Leslie Bethell (1908-?) menade 1947 att Shakespeare avsiktligt använder en antikiserande teknik. Han använder överdrifter och påminner gång på gång om att pjäsen är en pjäs - en gammal saga. På så vis kan publiken "tillgodogöra sig den subtila växelverkan mellan en hel värld av samspelande idéer". Bethell föreslog också att den antikiserande tekniken "inte bara skulle vara ett medel att åstadkomma en specifik typ av uppmärksamhet utan också i sig själv är ett påstående om verklighetens natur". Meningen är inte att publiken skall bli alltför störd av Antigonus fatala sorti. "Vanligen dinerar gentlemän på djur, men nu är det björnen som dinerar på en gentleman". Beskrivningen av björnens måltid är interfolierad med skrattretande referenser till det förlista skeppet, vilket markerar metamorfosen från tragedi till komedi. Detta är gångjärnet som delar de två pannåerna av diptyken.
J.E. Bullard och W.M. Fox föreslog 1952 att Autolycus förmodligen avsetts spela en roll i avslöjandet av Perditas rätta anor. Som pjäsen är nu så spelar han ingen roll för intrigen utan är bara ett komiskt intervall. Den engelske litteraturkritikern G. Wilson Knight (1897–1985) menade 1947 att diskussionen om ympning mellan Polixenes och Perdita och hennes katalog av blommor är ett mikrokosmos av hela pjäsen och en diskussion om "den stora skapande Naturen". Kontrasten mellan de kultiverade och de vilda blommorna är en parallell till kontrasten mellan Perditas lantliga uppväxt och det konstlade livet vid hovet liksom till kontrasten mellan Sicilien och Böhmen. När Polixenes argumenterar för ympningens konst rättfärdigar han samtidigt omedvetet äktenskapet mellan prins Florizel och herdeflickan Perdita (IV:4):
| ”                                                                              | Du vet att vi förmäler den vilda stammen med en ädel stickling, så bark av simpel härkomst skjuter skott av bättre ras. Ja, detta är en konst som hjälper upp naturen eller kanske förvandlar den. Men hela denna konst är själv natur. | „ |
| – Hermione, akt IV scen 4, Britt G. Hallqvists och Claes Schaars översättning. | |   |

## Översättningar till svenska
Den första svenska översättningen En vinter-saga av Carl August Hagberg gavs ut 1861 och ingick i Shakspere's dramatiska arbeten. Bd 8. 1929 kom Per Halsströms översättning som ingick i Shakespeares dramatiska arbeten. Sagospel, Bd 1. Åke Ohlmarks översättning gavs ut 1962 i samlingsvolymen Komedier. 1993 gavs Britt G. Hallqvists och Claes Schaars översättning ut. Samma år gjorde Jan Mark en översättning för en uppsättning på Teater Västernorrland.

## Uppsättningar
Den första dokumenterade föreställningen av En vintersaga ägde rum 11 maj 1611, framförd av the King's Men på den klassiska the Globe Theatre i London. Pjäsen spelades vid hovet i november 1611 för att fira prinsessan Elisabets bröllop. Därefter spelades den vid hovet 1618, troligen 1619 samt 1624 och 1634.
Fram till början av 1800-talet spelades bara adaptioner av pjäsen. År 1802 återupprättades Shakespeares original av John Philip Kemble, som dock behöll slutet från David Garricks populära adaption från 1756. År 1845 uppträdde Samuel Phelps i pjäsen och 1851 gjorde Charles Kean detsamma. Under 1800-talet spelade även William Charles Macready och Henry Irving pjäsen. 1887 dubblerade Mary Anderson i rollerna som Hermione och Perdita, till publikens förvirring.
När Max Reinhardt satte upp En vintersaga på Deutsches Theater i Berlin 1906 rappade han upp komedispelet med hjälp av vridscenen. 1906 satte Herbert Beerbohm Tree upp pjäsen med Ellen Terry som Hermione. Peter Brook regisserade en omtalad uppsättning med John Gielgud som Leontes 1951. 1966 förlade regissören John Barton historien till vikingatidens Skandinavien och 1969 använde Trevor Nunn hippiemiljö i sin uppsättning med Judi Dench som Hermione och Perdita. 1986 spelade Jeremy Irons Leontes som både iskall och driven av tvångsföreställningar. 1993 vann regissören Adrian Noble en Globe Award för sin uppsättning med Royal Shakespeare Company. Därefter satte Royal Shakespeare Company upp pjäsen både 2009 och 2013. 1999 regisserade Declan Donellan En vintersaga på Malyjteatern i Moskva.

### Uppsättningar i Sverige
Den svenska premiären ägde rum 7 december 1871 på Dramaten som spelade på Mindre Teatern med Elise Hwasser som Hermione och Axel Elmlund som Florizel. 1877 togs Vintersagan upp av Thérèse Elfforss sällskap i regi av August Lindberg som även spelade Leontes. 1889 fortsatte August Lindberg att spela pjäsen, nu med sitt eget sällskap. Hermione spelades av Julia Håkansson. 1896 spelades pjäsen av Vasateatern i Stockholm i regi av Harald Molander, en uppsättning som ansågs osäker.

#### Uppsättningar i Sverige sedan år 1900
- efter sekelskiftet, Håkansson-Svennbergs sällskap, med Julia Håkansson & Tore Svennberg
- 1905 Knut Lindroths turné, översättning Carl August Hagberg, med Knut Lindroth
- 1908 Svenska Teatern, Stockholm
- 1911 Svenska Teatern, Stockholm
- 1912 Stora Teatern, Göteborg, Knut Lindroths sällskap
- 1924 Kungliga Dramatiska Teatern, regi Karl Hedberg, med Alf Sjöberg & Maria Schildknecht
- 1938 Radioteatern, översättning Carl August Hagberg, regi Olof Molander, med Anders De Wahl, Lars Hanson, Gabriel Alw, Signe Hasso, Hjördis Petterson, Harriet Bosse & Gunn Wållgren
- 1956 Eriksbergarna på Lisebergsteatern, Göteborg, regi Sture Ericson
- 1959 Malmö stadsteater, regi Sandro Malmquist
- 1983 Unga Klara, Stockholm, regi Claes Lundberg, med Helge Skoog, Lena T. Hansson, Inga Sarri & Inga Landgré
- 1993 Spegelteatern, Gripsholms slottspark, översättning Britt G. Hallqvist & Claes Schaar, regi Peter Böök
- 1993 Teater Västernorrland, översättning Jan Mark, regi Sture Ekholm
- 1994 Vintersagan, Dramaten, översättning Britt G. Hallqvist & Claes Schaar, regi Ingmar Bergman, med Bibi Andersson, Monica Nielsen, Tord Peterson, Börje Ahlstedt, Pernilla August, Anna Björk & Kristina Törnqvist. I denna uppsättning vävdes Shakespeares saga ihop med Carl Jonas Love Almqvists diktvärld med placering i dennes svenska 1800-talsfantasi.
- 2003 Jönköpings länsteater, regi Ronny Danielsson
- 2004 Östgötateatern, regi Torbjörn Astner
- 2006 Krapperups slott
- 2008 Uppsala stadsteater, översättning Britt G. Hallqvist & Claes Schaar, regi Etienne Glaser

## Filmatiseringar
- 1962 regi Don Taylor (TV, Storbritannien)
- 1967 regi Frank Dunlop
- 1967 regi Barry Boys (TV, USA)
- 1981 regi Jane Howell (TV, Storbritannien)
- 1994 regi Stanislav Sokolov (animerad, TV)
- 1999 regi Robin Lough, filmatisering av en föreställning på Barbican Centre (TV)